# Église de Dieu (Anderson)
Ne doit pas être confondu avec l’Église de Dieu basée à Cleveland, ou les autres confessions appelées Église de Dieu .
L’Église de Dieu (anglais : Church of God (Anderson)) est une association chrétienne évangélique internationale d'églises non confessionnelles. Son siège est basé à Anderson, dans l’Indiana aux États-Unis. 

## Histoire
L'Église de Dieu est fondée en 1881 par Daniel Sidney Warner, un évangéliste de la Churches of God General Conference (Winebrenner), du mouvement de sanctification. En 1917, elle fonde l’Université Anderson . Selon un recensement de l'association, en 2023, elle aurait 887 000 membres et 7 800 églises dans 89 pays .

## Croyances
L'Église a une confession de foi évangélique basée sur les croyances de l’Église de professants et des croyances du mouvement de sanctification . Elle est également membre de la Wesleyan Holiness Connection .

## Écoles

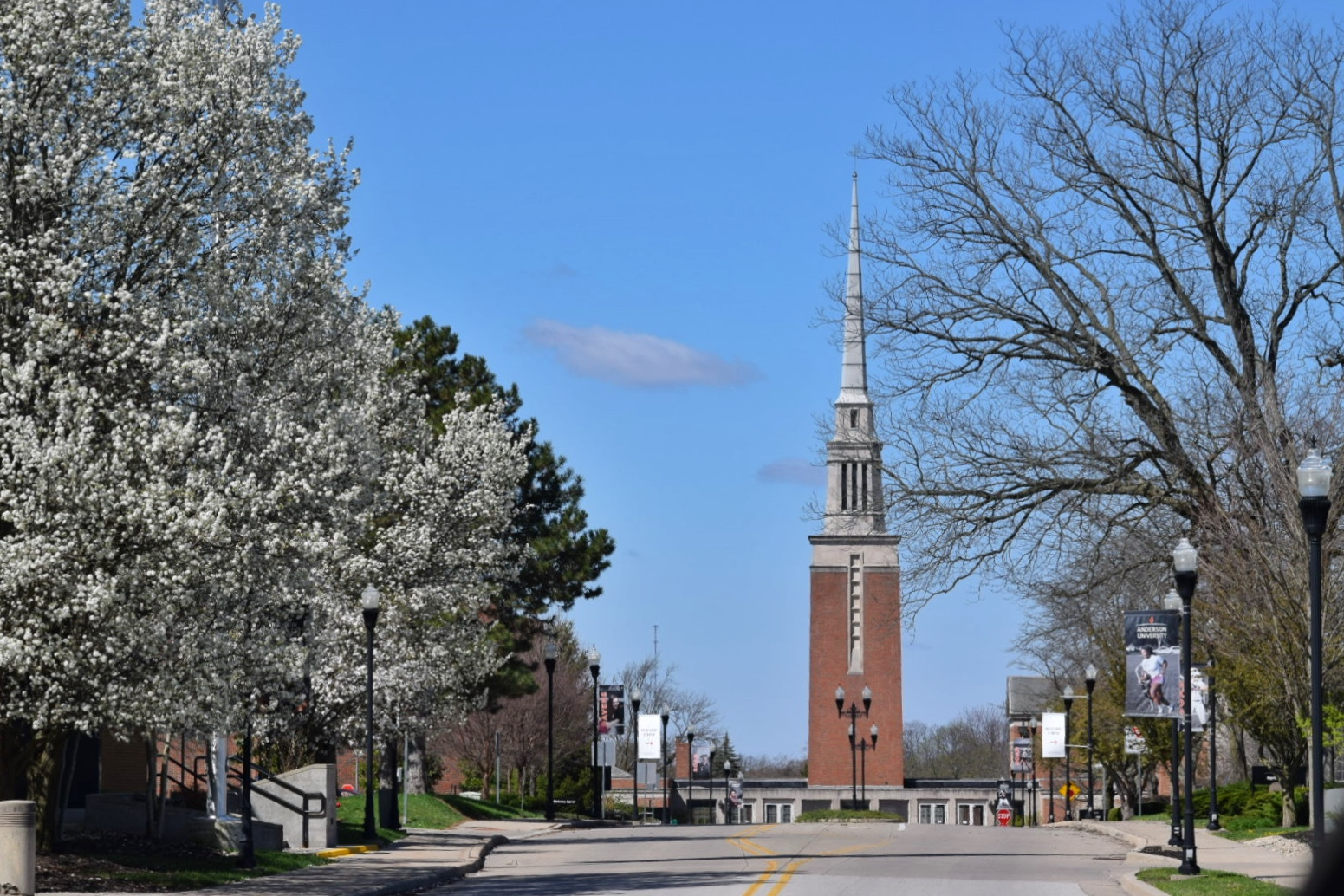
Park Place Church of God, Université Anderson à Anderson, aux États-Unis.

Elle compte 4 universités .